# AEA June Bug
Die June Bug (oder Aerodrome #3) war ein früher Doppeldecker von Glenn Curtiss aus dem Jahre 1908. Er wurde von der Aerial Experiment Association gebaut.
Der Erstflug mit Glenn Curtiss erfolgte am 21. Mai 1908. Da die Leistung so überzeugend war, entschloss sich die AEA, die June Bug um die Scientific American Trophy fliegen zu lassen. Um die Trophy zu gewinnen, musste die Maschine den ersten beglaubigten Flug über einen Kilometer schaffen.
Die AEA kontaktierte die Brüder Wright, um ihnen die Chance zum ersten Versuch zu geben, aber sie lehnten sie ab. Am 4. Juli 1908 startete Curtiss in Hammondsport und flog 1,6 Kilometer in einer Minute und 40 Sekunden. So erhielt er den Preis über 25.000 US-Dollar. Zwar hatten die Wrights bereits 1905 einen Flug über 38 km durchgeführt, allerdings sahen die Kriterien der Scientific American Trophy vor, dass ein Flugzeug selbständig abheben musste und nicht über eine Startrampe gestartet werden durfte.
Die Wrights wollten gegen die Preisvergabe vorgehen, weil die June Bug angeblich ein Steuerungssystem wie die Wright-Flyer-Modelle verwendete. Tatsache war aber, dass die June Bug ein komplett anderes Steuersystem benutzte. Es basierte auf dreieckigen Höhenrudern. Diese wurden 1911 erfolgreich von Alexander Graham Bell patentiert. Die Richter entschieden 1913, dass die Steuerung eine Ableitung des Wright-Patents sei.

## AEA Loon
Von Oktober bis November 1908 wurde die June Bug mit Schwimmern ausgestattet und in AEA Loon umbenannt. Am 28. November 1908 erfolgten Startversuche, aber die Maschine konnte bei max. 43 km/h nicht abheben. Am 2. Januar 1909 verunglückte die Maschine beim Start und sank. Die Maschine wurde zwar wieder aufgebaut, aber nie wieder verwendet. Sie verrottete in einem Bootshaus.
Der erste Flug mit einem Wasserflugzeug gelang 1910 dem Franzosen Henri Fabre mit der Hydravion. Curtiss zog 1911 mit der Curtiss A-1 Triad nach.

## Technische Daten

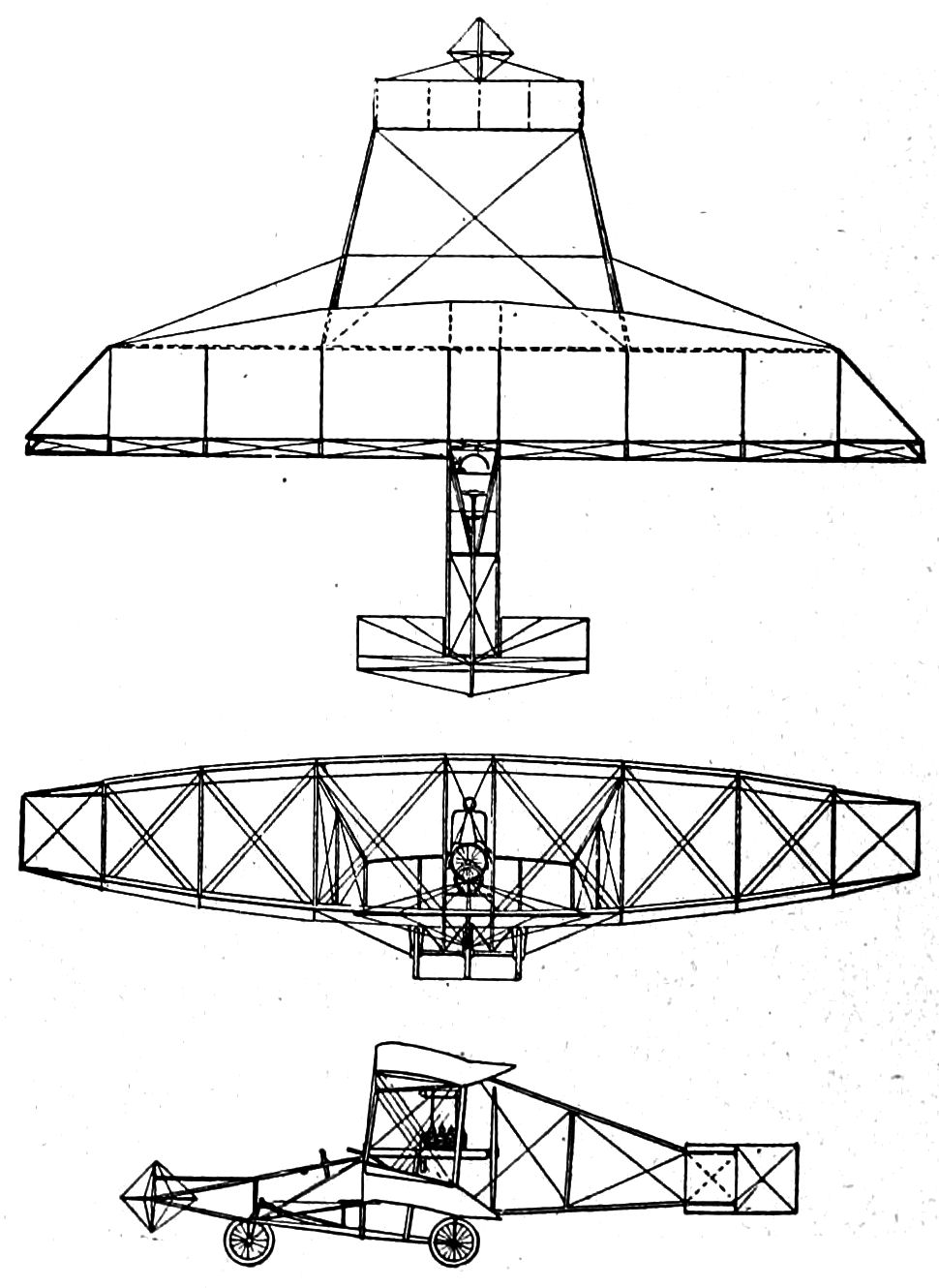
Dreiseitenansicht

| Kenngröße             | Daten                                  |
| --------------------- | -------------------------------------- |
| Besatzung             | 1                                      |
| Länge                 | 8,38 m                                 |
| Spannweite            | 13,0 m                                 |
| Höhe                  | 2,90 m                                 |
| Flügelfläche          | 36 m²                                  |
| Startmasse            | 295 kg                                 |
| Antrieb               | ein Curtiss-V8-Motor mit 40 PS (29 kW) |
| Höchstgeschwindigkeit | 62 km/h                                |
| Reichweite            | 1,6 km                                 |